# Безумный день (фильм, 1956)
«Безумный день» — советский комедийный художественный фильм режиссёра Андрея Тутышкина по пьесе Валентина Катаева «День отдыха».

## Сюжет
Действие картины разворачивается в доме отдыха. Завхозу детских яслей никак не удаётся поставить визу на документе у махрового бюрократа Миусова, а тот скрывается от него в доме отдыха… Скоро открытие яслей, и дети получат мебель, выкрашенную в «жабий» цвет, и чтобы этого не случилось, завхоз Зайцев хочет получить белую краску. Как же быть? Ситуацию можно исправить, лишь проникнув в дом отдыха. Но в доме отдыха «Липки» строгие правила — посторонним нельзя беспокоить делами отдыхающих. Зайцев выдаёт себя за мужа известной спортсменки Клавы Игнатюк, не предполагая, что она договорилась с мужем, который возвращается из Антарктики, встретиться именно здесь в этот день.

## В ролях
| Актёр                  | Роль                                              |
| ---------------------- | ------------------------------------------------- |
| Игорь Ильинский        | Зайцев                                            |
| Анастасия Георгиевская | Вера Карповна, сестра-хозяйка дома отдыха «Липки» |
| Серафима Бирман        | Анна Павловна, врач дома отдыха «Липки»           |
| Владимир Володин       | Филипп Максимович, швейцар                        |
| Нина Дорошина          | Шура, уборщица дома отдыха «Липки»                |
| Сергей Мартинсон       | Миусов                                            |
| Ирина Зарубина         | Зоя Валентиновна Дудкина, жена профессора         |
| Ростислав Плятт        | профессор Дудкин                                  |
| Тамара Логинова        | Клава Игнатюк                                     |
| Игорь Горбачёв         | Костя Галушкин, муж Клавы Игнатюк                 |
| Дина Андреева          | Полина Еремеевна, жена Зайцева                    |
| Ольга Аросева          | секретарша Миусова                                |
| Зинаида Нарышкина      | старшая машинистка                                |
| Сергей Блинников       | посетитель Миусова                                |
| Николай Чистяков       | отдыхающий на крыше дома отдыха «Липки»           |
| Александр Лебедев      |                                                   |

## Съёмочная группа
- Режиссёр: Андрей Тутышкин
- Сценарий: Валентин Катаев
- Оператор: Константин Петриченко
- Композитор: Никита Богословский
- Текст песен и куплетов: Владимир Масс, Михаил Червинский
- Художник: Алексей Уткин
- Звукооператоры: В.Лещев, В.Ладыгина
- Художник-гримёр: А.Маслова
- Монтажёр: Л.Печиева
- Костюмы: Р.Сатуновская
- Комбинированные съёмки: А.Ренков, И.Фелицын
- Оркестр Главного управления по производству фильмов; дирижёры: В.Людвиговский, Н.Минх